# Klaus D. Patzwall
Klaus-Dieter Patzwall ist ein deutscher Ordenskundler, Autor, Herausgeber und Verleger.

## Patzwall-Verlag
Klaus D. Patzwall gründete 1971 den Patzwall-Verlag (erste Firmierungen unter Militaria-Archiv Patzwall und Militair-Verlag Patzwall), der Werke zu Orden und Ehrenzeichen, zur Uniformkunde und zur Militärgeschichte verlegt.
Unter anderem werden folgende Schriftenreihen herausgegeben:
- Archiv für Ordenskunde,
- Schriftenreihe Auszeichnungen des Deutschen Reiches,
- Militaria-Publicationen,
- Schriftenreihe Uniform und Ausrüstung deutscher Streitkräfte,
- Studien zur Geschichte der Auszeichnungen.

Im Verlag erschien von 1971 bis 2017 Militaria, eine der ältesten deutschsprachigen Fachzeitschriften zu diesen Themen (ISSN 0724-3529).

## Schriften
- Die Ritterkreuzträger des Kriegsverdienstkreuzes 1942–1945. Militaria-Archiv Patzwall, Hamburg 1984.
- Katalog der Auszeichnungen Deutsches Reich 1871–1945. 8. Auflage. Militaria-Archiv Patzwall, Hamburg 1985. 10. Auflage unter dem Titel Katalog der Auszeichnungen Drittes Reich. Patzwall, Norderstedt 1992.
- Das Ehrenzeichen vom 9. November 1923 (Blutorden). 2. Auflage. Militair-Verlag Patzwall, Norderstedt 1986. (Schriftenreihe Auszeichnungen des Deutschen Reiches, Sonderband 2).
- Die Auszeichnungen der Kriegsmarine 1939–1945. Militair-Verlag Patzwall, Norderstedt 1987. (Schriftenreihe Auszeichnungen des Deutschen Reiches, Band 5).
- Ausweisdokumente der Deutschen Polizei 1936–1945. Militair-Verlag Patzwall, Norderstedt 1988. (Militaria-Publicationen, Band 3).
- Zivilabzeichen der Wehrmacht 1934–1945. Militair-Verlag Patzwall, Norderstedt 1988. (Militaria-Publicationen, Band 4).
- Der SS-Totenkopfring. Militair-Verlag Patzwall, Norderstedt 1988. (Militaria-Publicationen, Band 6). 4. Auflage: Patzwall, Norderstedt 2002, ISBN 3-931533-47-6.
- Der Reichsluftschutzbund. Militair-Verlag Patzwall, Norderstedt 1989. (Schriftenreihe Uniform und Ausrüstung deutscher Streitkräfte, Band 4)
- Das Coburger Ehrenabzeichen der NSDAP. Patzwall, Norderstedt 1994.
- Das Bandenkampfabzeichen 1944–1945. Patzwall, Norderstedt 2003, ISBN 3-931533-49-2. (Studien zur Geschichte der Auszeichnungen, Band 3).
- Das goldene Parteiabzeichen und seine Verleihungen ehrenhalber 1934–1944. Patzwall, Norderstedt 2004, ISBN 3-931533-50-6. (Studien zur Geschichte der Auszeichnungen, Band 4).
- Die nichttragbaren Plaketten und Medaillen der Luftwaffe. Patzwall, Norderstedt 2008, ISBN 978-3-931533-04-5. (Studien zur Geschichte der Auszeichnungen, Band 5).
- Der Ehrenpokal für besondere Leistung im Luftkrieg. Patzwall, Norderstedt 2008, ISBN 978-3-931533-08-3. (Studien zur Geschichte der Auszeichnungen, Band 6).
- mit Veit Scherzer: Das Deutsche Kreuz 1941–1945. Patzwall, Norderstedt.
  - Band 1: 2007, ISBN 978-3-931533-46-5.
  - Band 2: 2001, ISBN 3-931533-45-X.

Herausgeberschaft
- Vergeltung. Das Flak-Regiment 155 (W). Militaria-Archiv Patzwall, Hamburg 1985.
- Der Blutorden der NSDAP. Militaria-Archiv Patzwall, Hamburg 1985.
- Das preussische Goldene Militär-Verdienst-Kreuz. Militair-Verlag Patzwall, Norderstedt 1986. (Quellen und Darstellungen zur Geschichte der Orden und Ehrenzeichen, Band 2).
- Die Kopfbedeckungen der Kriegsmarine 1919–1945. Militair-Verlag Patzwall, Norderstedt 1988. (Schriftenreihe Uniform und Ausrüstung deutscher Streitkräfte, Band 2).
- Die Hitlerjugend im Spiegel ihrer Dokumente 1932–1945. Militair-Verlag Patzwall, Norderstedt 1988. (Militaria-Publicationen, Band 5).
- Deutsche Koppelschlösser. Militair-Verlag Patzwall, Norderstedt 1990.